# 波密溲疏
波密溲疏（学名：Deutzia bomiensis）为虎耳草科溲疏属下的一个种。

## 扩展阅读
- 維基物種上的相關：波密溲疏